# Dům U Tří pštrosů
Dům U Tří pštrosů (dříve také dům Fuchsovský) je dům v Praze 1 na Malé Straně, na nároží ulice U lužického semináře (čp. 76/1) a Dražického náměstí (čp. 76/12), u západního konce Karlova mostu. Pozdně renesanční objekt s výraznými štíty a fragmenty renesančních maleb je od roku 1964 chráněn jako kulturní památka.

## Historie a popis
Nárožní dům z 2. poloviny 16. století, vzniklý na místě malého gotického domku u Juditina mostu, nechal přestavět a rozšířit v roce 1597 Jan Fuchs (psáno i Fux), obchodník s pštrosími pery a výrobce ozdob z nich ("fedršmukýř"). Podle své živnosti nechal dům vyzdobit freskami pštrosů, jejichž zbytky jsou dosud patrné; autorem byl v roce 1606 Daniel Alexius z Květné. 
V roce 1630 koupil dům Jan Jiří Stublinger z Liebenwerdu, tehdejší kvartýrmistr frýdlantského vévodství. Při švédském vpádu na Malou Stranu v roce 1648 byl dům poškozen, proto ho Stublinger nechal roku 1657 upravit pražským stavitelem Cyrilem Geerem. Bylo přistavěno i raně barokní horní patro s volutovými štíty nad jižním průčelím. V přízemí se z této doby dochoval malovaný trámový strop. 
V roce 1714 si v domě pronajal prostory arménský obchodník Georgius Deodatus Damascenus, který tu údajně otevřel první veřejnou kavárnu v Praze. 
V 1. polovině 19. století bylo postaveno vnitřní klasicistní schodiště do pater. V roce 1922 koupil dům Josef Dundr, nechal ho opravit a provozoval v něm restauraci. Po roce 1948 byl dům znárodněn. V letech 1972–1976 byl dům adaptován na hotel podle projektu Státního ústavu pro rekonstrukci památkových měst a objektů (architekti Vlasta Tlachová a Petr Feyrer). Současně také byly restaurovány zbytky nástěnných maleb na fasádách a byly odkryty a restaurovány dřevěné renesanční a raně barokní malované stropy v patrech.
Objekt je třípatrový, zastřešený dvěma souběžnými sedlovými střechami. Jižní fasáda obrácená ke Karlovu mostu je sedmiosá, osy na levé straně jsou sdružené. Zakončují ji dva volutové štíty s dvojicemi pilastrů a sdruženými okénky. Západní tříosá fasáda je obrácena do Dražického náměstí, v jejím přízemí je kamenný segmentově zaklenutý portál, vpravo nad ním je nika s barokní soškou sv. Jana Nepomuckého (asi z konce 18. století).
Fasády jsou hladké, nad 2. patrem členěné původní korunní římsou. Nejvýznamnějším prvkem jejich výzdoby jsou fragmenty renesanční nástěnné malby: na západní fasádě mezi okny 2. patra je to domovní znamení se třemi pštrosy, na nároží helmice s pštrosím chocholem a český nápis "PERZYSSMUKYRZ"; malba pokračuje i za rohem na jižní fasádě, kde je zachován německý nápis "FEDERSCHMUCKER". Další fragmenty dekorativní výzdoby jsou i v dalších meziokenních plochách jižní fasády, zejména v její v pravé části (rozviliny s pštrosími pery, vázy a ovocné festony).
Budova je z velké části podsklepena klenutými renesančními sklepy, vstup v přízemí vede do klenuté haly s nástupem na schodiště. Místnosti v patrech mají převážně dřevěné malované záklopové stropy s motivy krajin, rostlin a ovoce.
Před hlavní budovou čp. 76 je další součást chráněného areálu, přízemní klasicistní domek s pultovou střechou, který zakončuje čáru ulice U lužického semináře na trase někdejšího Juditina mostu.

## Galerie

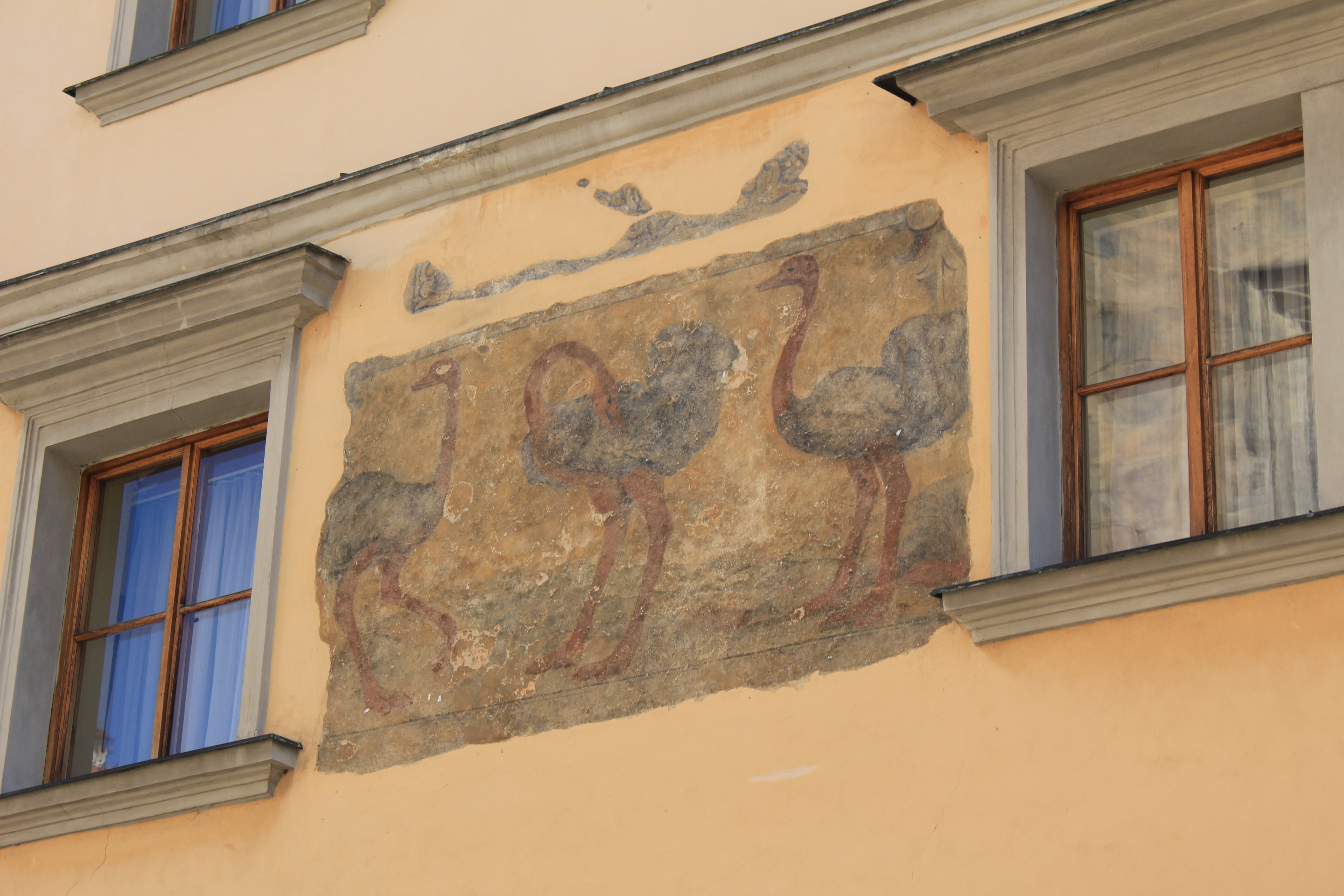
Domovní znamení na západní fasádě
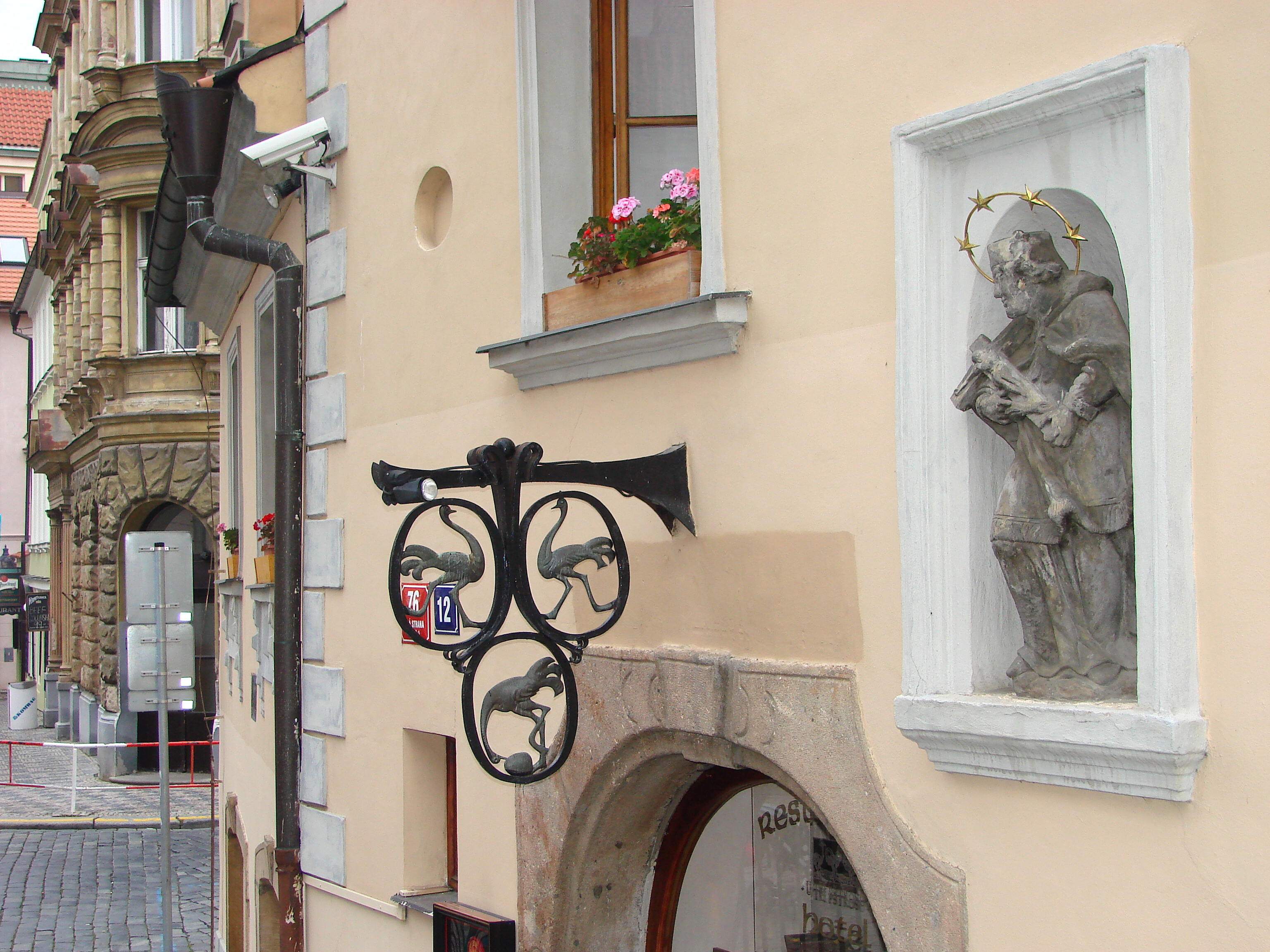
Západní fasáda: část vstupního portálu a soška sv. Jana Nepomuckého
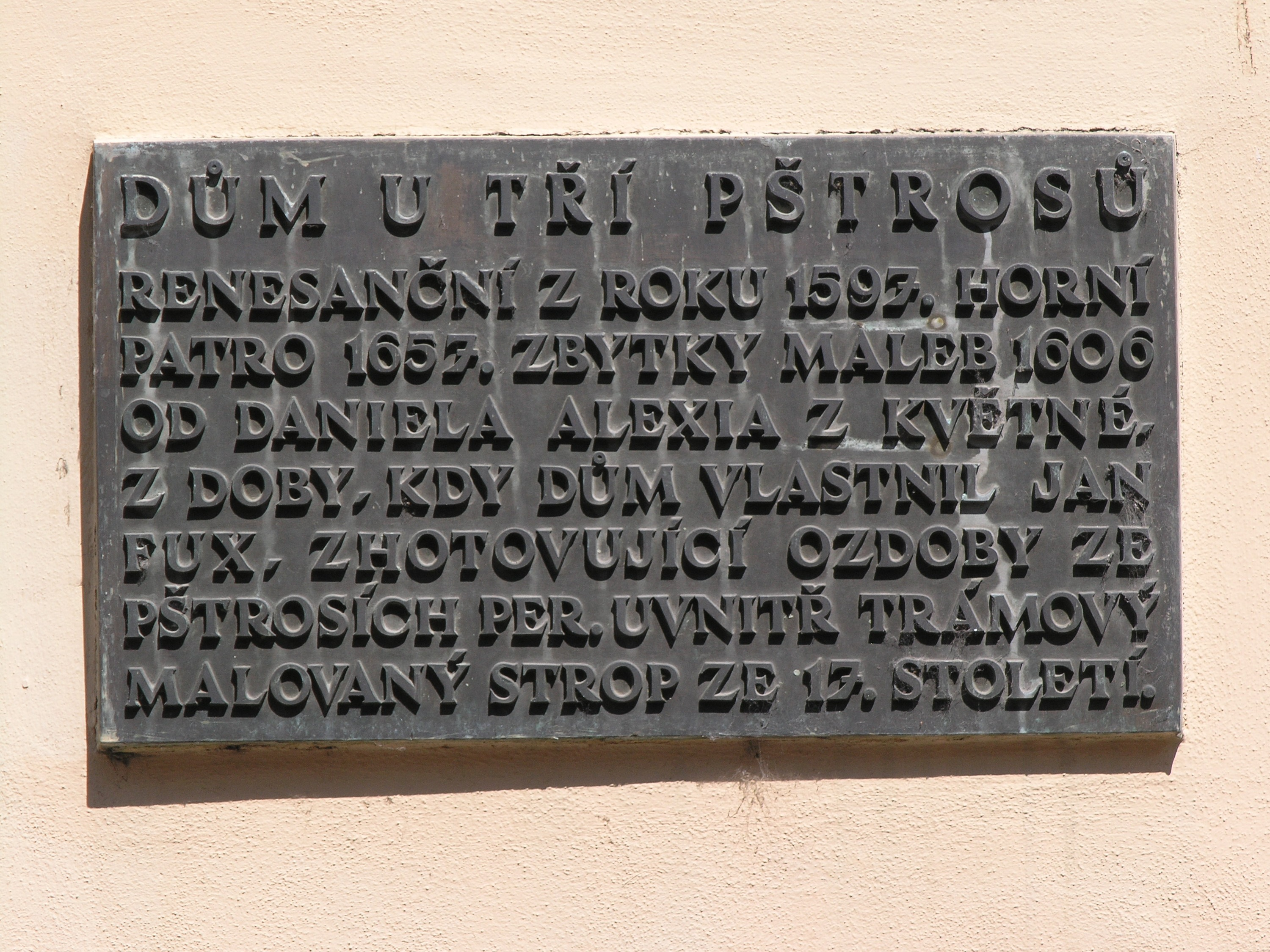
Informační deska